# Jannette Beuving
Jannette Beuving (Kloosterhaar, 20 juni 1965) is een Nederlands jurist en een voormalig politica namens de PvdA.
Beuving groeide op in Westerhaar-Vriezenveensewijk en volgde een hbo-opleiding Nederlands en geschiedenis aan de Hogeschool Interstudie (Lerarenopleiding) in Nijmegen, van 1982 tot 1987. Daar kwam ze in aanraking met politiek waar ze penningmeester van de PvdA-afdeling Nijmegen werd. Daarna studeerde ze Nederlands recht aan de Katholieke Universiteit Nijmegen, (1987-1991) waar ze cum laude slaagde. Ze haalde haar promotie in rechtsgeleerdheid in 1996 en deed daarna een beroepsopleiding in de advocatuur, van 1996 tot 1997.
Van 7 juni 2011 tot en met 26 maart 2018 was Beuving lid van de Eerste Kamer. Zij trad af als Kamerlid nadat zij voorgedragen was voor benoeming in het gerechtshof Arnhem-Leeuwarden.

## Persoonlijk
Beuving is gehuwd en heeft twee kinderen.
- Gemeinsame Normdatei: 129771988
- International Standard Name Identifier: 0000 0000 2083 4185
- Nederlandse Thesaurus van Auteursnamen: 091926777
- Parlement.com: vimafx1pzuzi
- Virtual International Authority File: 28159542